# Wüstenmühle (Sulzbach an der Murr)
Die Wüstenmühle ist eine abgegangene Lohmühle auf der Gemarkung von Sulzbach an der Murr, einer Gemeinde im baden-württembergischen Rems-Murr-Kreis. Über die Geschichte der Wüstung ist nicht mehr viel bekannt.

## Lage
Die Wüstenmühle lag in abgeschiedener Waldeinsamkeit am Nordhang des Spatzenbach-Tals, an der Mündung des Spatzenbachs in den Fischbach, etwa 4 Kilometer nördlich des alten Ortskerns von Sulzbach an der Murr.

## Geschichte
In alten Fischereirechtsbeschreibungen wurde im 16. Jahrhundert mehrfach eine Lohmühle in dem Bereich erwähnt. So heißt es in einer erhaltenen Urkunde von 1509: der Sulzbach (Sultzpach) geht bis gen Fischbach (Vischbach) zur Lohmühle (Lowmülin). Auch 1544 wird die Lowmülin erwähnt. 1590 wurde eine Glashütte beim Zusammenfluss von Spatzen- und Fischbach erwähnt. Vermutlich wurde die Mühle zugunsten der Glashütte aufgegeben.